# Yifan Zhang (sciatore)
Zhang Yifan (3 febbraio 2004) è uno sciatore freestyle cinese.

## Palmarès

### Coppa del Mondo
- 1 podio:
  - 1 vittoria

#### Coppa del Mondo - vittorie
| Data             | Località     | Paese  | Specialità |
| ---------------- | ------------ | ------ | ---------- |
| 11 febbraio 2024 | Lac-Beauport | Canada | AE         |

Legenda:

AE = Salti